# Spilogona bomynensis
Spilogona bomynensis este o specie de muște din genul Spilogona, familia Muscidae, descrisă de Willi Hennig în anul 1959. Conform Catalogue of Life specia Spilogona bomynensis nu are subspecii cunoscute.